# Maxillaria galantha
Maxillaria galantha là một loài thực vật có hoa trong họ Lan. Loài này được J.T.Atwood & Carnevali mô tả khoa học đầu tiên năm 1994.